# Glacier Gebler
Le glacier Gebler (en russe : Ледни́к Ге́блера, Lednik Geblera), ou glacier de la Katoun (en russe : Кату́нский ледни́к, Katounski lednik) est un glacier de Russie situé dans le parc naturel du Béloukha. Situé sur le versant sud de celui-ci, il se situe dans le raïon d'Oust-Koksa, dans la république de l'Altaï, un sujet de Sibérie.
Avec une surface de 9 km2 et une longueur de 2 350 mètres, il fait partie des glaciers de l'Altaï, en étant le plus grand du Béloukha et plus généralement des monts Katoun. Depuis 1998, le mont Béloukha fait partie avec d'autres sites des montagnes dorées de l'Altaï, inscrit sur la liste du patrimoine mondial de l'UNESCO.

## Géographie

### Situation
Le glacier Gebler est situé dans le sud de la Sibérie occidentale en Russie, dans le sujet qu'est la république de l'Altaï et le raïon d'Oust-Koksa. Il se trouve à 90 kilomètres au sud-est d'Oust-Koksa, et à 250 kilomètres au sud-sud-est de Gorno-Altaïsk, capitale de la république. Il fait partie des monts Katoun, dans le système montagneux de l'Altaï. Son bassin d'alimentation est frontalier du Kazakhstan au sud-est. Il se situe sur le versant sud du mont Béloukha, sommet de l'Altaï, dont le sommet le domine. Son torrent exutoire est la Katoun, la principale rivière de la république, qui donne naissance avec la Biia au fleuve sibérien de l'Ob à Biïsk.

### Caractéristiques

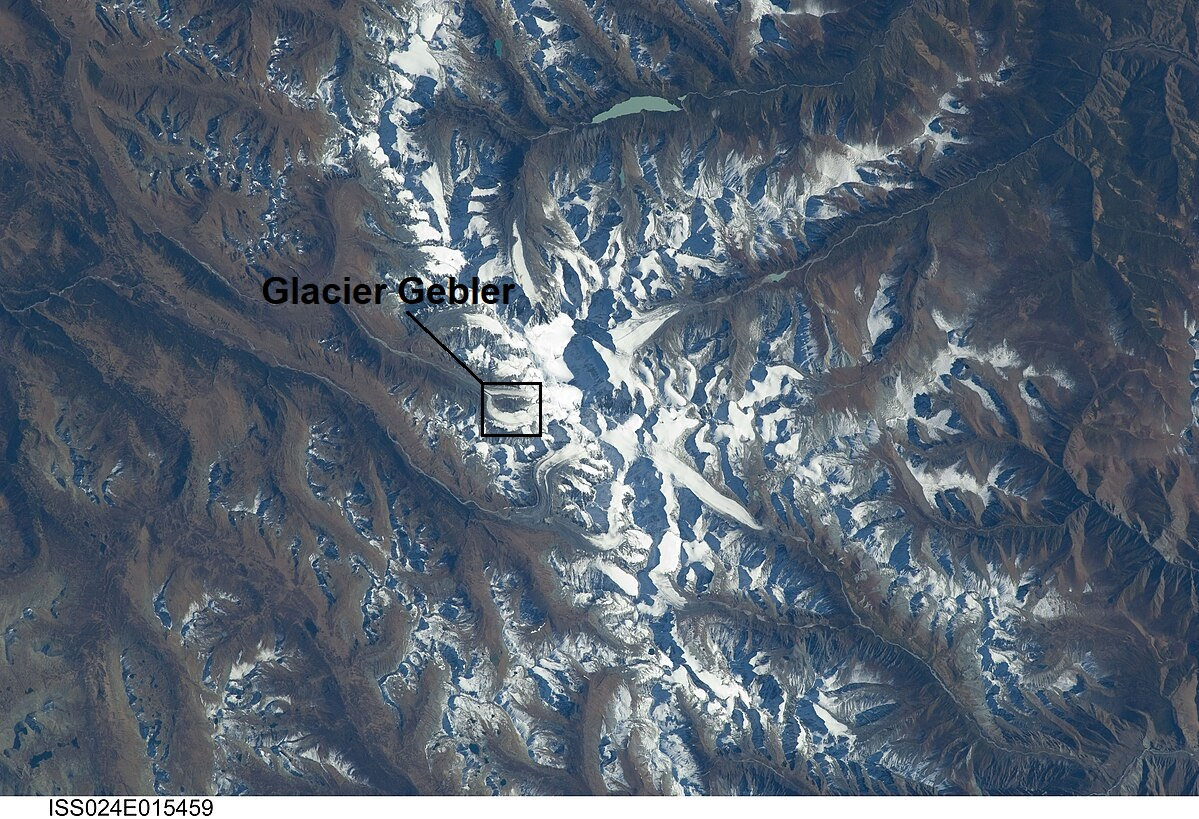
Localisation du glacier Gebler.

Le glacier Gebler est composé de deux langues de glaciers séparées par une crête rocheuse du Béloukha. Il est alimenté par les neiges du sommet occidental du Béloukha, et partiellement par les neiges du sommet oriental. Le glacier possède d'importantes crevasse. Sur la langue occidentale, il présente une grande cascade de glace, suivie d'un replat en contrebas. La langue orientale est moins escarpée. À l'origine, les deux langues se rejoignaient, comme les photos de Vassili Sapojnikov en témoignent, mais à cause du recul du glacier, les langues sont désormais séparées.
Les eaux de fonte des deux langues donnent naissance à la Katoun.

## Histoire
En 1835, Friedrich August von Gebler, explorant les versants sud du Béloukha, découvrit le glacier, et de fait la source de la Katoun. Il le nomma glacier de la Katoun, d'après la rivière. Après avoir visité le champ inférieur du glacier, il nota que la « neige granuleuse est sans aucun doute tout à fait similaire à celle qui se trouve au-dessus de la limite des neiges en Suisse [...] sous le nom de névé ».
En 1839, la « carte de l'Altaï russe », publiée à Berlin, indique le glacier avec les sources de la Katoun et le mont Béloukha. Friedrich Gebler reçut le prix Demidoff pour sa découverte.
À la fin des années 1890, le botaniste et géographe russe Vassili Sapojnikov explora l'Altaï, et renomma le glacier en l'honneur de Gebler, qui l'a découvert. Il le visita plusieurs fois et, en juillet 1898, il monta sur une crête du Béloukha (pas au sommet) en empruntant le côté oriental du glacier. Vassili Sapojnikov prit des photos du Béloukha et du glacier.
En 1899, un élève du peintre et graveur russe Ivan Chichkine, Grigory Gourkine, atteignit la source de la Katoun et peignit le paysage. C'est la première représentation du Béloukha et du glacier en peinture, qui se fit par ailleurs plus tard que les premières photos de ceux-ci.
Le 25 juillet 1914, Boris Vladimirovitch et Mikhaïl Vladimirovitch Tronov, deux frères, montèrent sur le Béloukha en empruntant le glacier. Ce fut la première ascension du sommet, et cela marqua le début de l'alpinisme dans la région.
En 1932, l'expédition de l'Altaï du Comité hydrométéorologique de Sibérie occidentale établit une station hydrométéorologique près du glacier Gebler, à sept kilomètres du front de glace d'alors, à une altitude de 1 800 mètres.
Le 2 juillet 1935 à 16 h, une équipe d'alpiniste soviétique fit un camp de base près du glacier, et hissa sur le glacier le drapeau de l'URSS (ils montèrent ensuite sur le Béloukha pour en hisser un autre au sommet).
Selon les mesures par satellites, en 1968, le glacier Gebler s'étalait sur 10,22 km2. Mais en 2008, il ne mesurait plus que 9,29 km2, soit un recul de 9,1 %. Le recul a continué, en 2012 : il ne faisait plus que 9,08 km2, soit une perte de 2 %. Quant à sa longueur, il a perdu 1 925 mètres entre 1895 et 2019, selon l'Université du Haut-Altaï, qui se base sur les photographies de Vassili Sapojnikov.

Le glacier pris par Vassili Sapojnikov
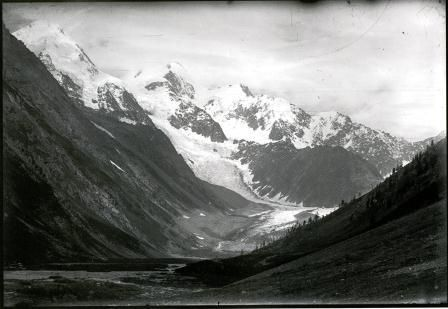
Le glacier entre le  30 juillet et 4 août 1895.
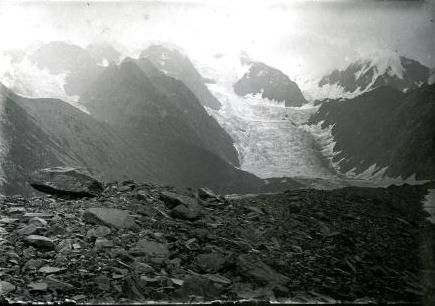
Vue de proche le 30 juillet 1895.
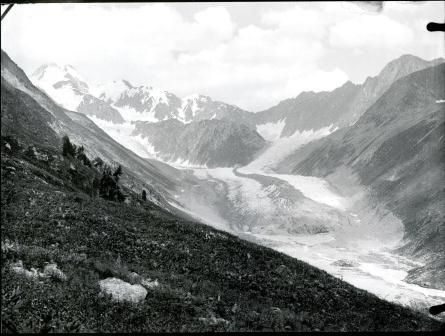
Le glacier le 30 juillet 1897.